# Gruvolyckan i Coahuila 2022
Gruvincidenten i Coahuila 2022 inträffade den 3 augusti 2022 då en kolgruva vid namn El Pinabete i kommunen Sabinas strax norr om Monclova kollapsade och sedan översvämmades. Femton gruvarbetare fastnade i raset. Fem gruvarbetare räddades under räddningsinsatsens första dagar, men tio människor kunde inte nås på grund av översvämningarna och då inga livstecken hittats på flera veckor förmodas de döda sedan den 7 september 2022.
2011 dog åtta människor i en annan kolgruva i samma kommun efter en explosion. Mexikos värsta gruvolycka i modern tid inträffade när gruvan Pasta de Conchos kollapsade 2006 och 65 personer miste livet. Även den olyckan inträffade i delstaten Coahuila.